# Umuahia
Umuahia – miasto w południowo-wschodniej Nigerii, jest stolicą stanu Abia. Liczy według szacunków na 2013 rok ok. 87,6 tys. mieszkańców. Od 1967 do 1970 było siedzibą państwa Biafra wobec zajęcia północnych terenów kraju, w tym stolicy Enugu, przez nigeryjskie siły zbrojne.
W mieście Umuahia w 1970 roku urodził się John Godson – poseł na Sejm Rzeczypospolitej Polskiej VI i VII kadencji.
W mieście rozwinął się przemysł olejarski oraz piwowarski.